# Alejandro del Río Soto Aguilar
Alejandro del Río Soto-Aguilar (Santiago, 3 de mayo de 1867-5 de febrero de 1939) fue un médico cirujano y político chileno, gestor y organizador de los servicios sociales y fundador del Hospital de Urgencia Asistencia Pública, también conocido como «Posta Central». Fue el primer ministro de Higiene, Asistencia y Prevención Social, secretaría de Estado cuya creación impulsó y que es antecedente del Ministerio de Salud. Fue hermano del también médico chileno Roberto del Río.

## Biografía

### Primeros años
Nació en Santiago de Chile el 3 de mayo de 1867. Realizó sus estudios primarios y secundarios en el Instituto Nacional, continuando los superiores en la Escuela de Medicina de la Universidad de Chile, donde se tituló como médico cirujano en 1889. En dicha casa de estudios, ejerció como ayudante de las cátedras de patología general y anatomía patológica entre 1887 y 1888. Paralelamente, en 1887, fue además, designado por el gobierno de Chile como secretario de la delegación chilena a la Conferencia de Sanidad Americana en la ciudad de Lima, Perú.
En 1892 viajó a Europa becado por el gobierno para realizar estudios de especialización en higiene pública en Alemania. Permaneció allí cuatro años, formándose en los principales centros de microbiología de la época, donde se encontraban los laboratorios de célebres bacteriólogos como Max von Pettenkoffer, Robert Koch y Karl Joseph Eberth. Asistió a los congresos médicos de higiene de Roma (1893) y Budapest (1894).

### Carrera profesional
A su regreso al país, en 1894, fue nombrado profesor titular de la recién creada cátedra de bacteriología. Se mantuvo en este cargo por solo seis años, ya que pronto su interés se enfocó en mejorar aspectos relacionados con el estado deplorable de la salud pública e higiene del país en dicha época, aprovechando los conocimientos que adquirió durante su paso por el Viejo Continente.
En paralelo, fue designado jefe de la sección microscopía del Instituto de Higiene y posteriormente su director en 1897, cargo desde el cual fue uno de los impulsores de la construcción del alcantarillado de Santiago. También, con la ayuda del Estado y las municipalidades, promovió la creación de las Inspecciones sanitarias. Asimismo, promovió la creación del desinfectorio público, el servicio gratuito de diagnóstico serológico de la tifoidea, reorganizó las Farmacias, el Museo de Higiene; creó plazas para inspectores sanitarios y publicó una serie de trabajos científicos de salud pública en general.
Ejerció el cargo de presidente de la Sociedad Médica en dos oportunidades y formó parte del Consejo Superior de Higiene Pública durante doce años. También fue uno de los editores de la Revista y el Boletín de Higiene y Demografía.

#### Creación de la Posta Central
Entre los años 1891 y 1925, Chile estuvo bajo el mando de presidentes procedentes de oligarquías plutocráticas y profesionales, entre estas se destacaban los médicos, lo que generó un gran impacto beneficioso para el desarrollo de las ciencias biomédicas y el llevar al país a una legislación en medicina social y en lo que formó los pilares de la salud pública convertidos en organismos institucionales.[cita requerida]
Un hecho trascendental para la consolidación de la asistencia hospitalaria moderna ocurre el 7 de agosto de 1911, cuando fundó la «Posta Central», conocida desde 1993 como Hospital de Urgencia Asistencia Pública (HUAP), la que dirigió durante los siguientes dieciocho años. Antes de su creación, los lesionados eran llevados por la policía a los cuarteles policiales donde eran atendidos en modestas policlínicas incapaces de satisfacer a no más de mínimas necesidades de sanidad centros asistenciales. Como no poseían carros ambulancias, obligaban a cualquier vehículo que fuera transitando a subir al herido. A comienzos del siglo XX, se contrataron estudiantes de medicina que en los cuarteles policiales entregaban la primera atención a los accidentados.
Estas personas eran atendidas después de hacer el papeleo correspondiente y en ocasiones eran llevados a un hospital para casos más graves, por lo cual en la mayoría de las veces llegaban muertos. Como director del Instituto de Higiene, le preocupaba saber que los enfermos y heridos sufrían en las calles; frente a estos hechos, impulsó la atención pública.
Bajo su mandato esta unidad llegó a ser la más adelantada y especializada de América Latina. Durante la ceremonia de inauguración del servicio, fue reconocido como "la figura médica de mayor nivel profesional y académico en el ámbito de la higiene y la salubridad pública".
En gran medida, la tarea de construcción, rehabilitación y modernización de la infraestructura pública hospitalaria fue gracias a importantes donaciones de la burguesía chilena entre ellos Juana Ross de Edwards, María Barros Luco y Carlos van Buren.
En 1917, fue uno de los directores de la revista de beneficencia pública, encargada de mostrar las realidades sanitarias y proporcionar soluciones técnicas, como lo fue el alcantarillado para Santiago.

### Ministro de Estado
Consciente de la necesidad de contar con profesionales preparados para desempeñarse en recintos médicos creó la primera Escuela de Enfermeras Sanitarias en 1924. El 14 de octubre de ese mismo año bajo el gobierno de la Junta Militar presidida por el general Luis Altamirano fue creado el Ministerio de Higiene, Asistencia y Previsión Social (actual Ministerio de Salud), siendo nombrado para ocupar la titularidad el 17 de octubre. Durante su gestión, fundó la carrera de médico sanitario y un centro de salud piloto en la comuna de Puente Alto. Dejó el cargo el 23 de enero de 1925, siendo sucedido de manera interina por el subsecretario de la cartera, Moisés Poblete Troncoso.

### Trabajo social
En 1925, con el apoyo del médico belga René Sand, fundó la primera escuela de trabajo social en Latinoamérica. Lo hizo después de viajar a Europa para conocer el rol que jugaban los trabajadores sociales como apoyo a los médicos.